# نجد الحمراني (القبيطة)

تعديل مصدري - تعديل

نجد الحمراني هي إحدى قرى عزلة كرش بمديرية القبيطة التابعة لمحافظة لحج، بلغ تعداد سكانها 60 نسمة حسب تعداد اليمن لعام 2004.